# Diedra
Diedra es un género de polillas pertenecientes a la familia Tortricidae. Se encuentran en el Neártico.

## Especies
- Diedra calocedrana Rubinoff & Powell, 1999
- Diedra cockerellana (Kearfott, 1907)
- Diedra intermontana Rubinoff & Powell, 1999
- Diedra leuschneri Rubinoff & Powell, 1999
- Diedra wielgusi (Clarke, 1991)